# JR貨物UT11F形コンテナ
UT11F形コンテナ（UT11Fがたコンテナ）は、日本貨物鉄道（JR貨物）が輸送用として籍を編入している、20 ft形の私有コンテナ（タンクコンテナ）である。

## 概要
本形式の数字部位 「 11 」は、コンテナの容積を元に決定される。このコンテナ容積11㎥の算出は、厳密には端数四捨五入計算の為に、内容積10.5 - 11.4㎥の間に属するコンテナが対象となる。また形式末尾のアルファベット一桁部位 「 F 」は、コンテナの使用用途（主たる目的）があらかじめ届け出ている複数種類の積荷であれば、輸送人の裁量で届け出ている範囲内で自由に積荷を選べる 「 危険品の輸送 」を表す記号として、付与されている。
現在確認されているのは5000番台のみで、専用種別にバラつきはあるが、所有者は全て三菱化学物流である。
5001 - 5004
エチレングリコール専用。前位・後位の標示があり、貨車積みする際のコンテナの方向が決められている。
5005, 5006
危険物（汎用）専用。
5007 - 5014
ジエチルベンゼン専用。エチレングリコール専用コンテナと同様に、前位・後位の標示がある。

## 外部サイト
- コンテナの絵本
- コンテナ日和